# Ötztaler Gletscherstraße
L'Ötztaler Gletscherstraße (tedesco, letteralmente Strada del ghiacciaio dell'Ötztal) è una strada a pedaggio che collega la città austriaca di Sölden ai comprensori sciistici localizzati presso i ghiacciai Rettenbach e Tiefenbach.
Costruita nel 1972 come proseguimento della esistente Hochsöldenstraße, raggiunge dopo circa 13 km il complesso di Rettenbach, dove è ubicato l'omonimo ghiacciaio sulle cui piste si svolgono prove della Coppa del mondo di sci alpino, e in seguito, attraverso un lungo tunnel, il comprensorio di Tiefenbach.
Proprio al termine del tunnel la strada raggiunge un'elevazione di 2829 metri s.l.m., che la rendono la seconda strada asfaltata più alta d'Europa, dopo il Pico del Veleta in Spagna. La strada è stata inoltre teatro dell'arrivo della quinta tappa del 79º Giro di Svizzera (237,3 km con partenza da Unterterzen), conclusasi con il successo del francese Thibaut Pinot.